# Parlami d'amore (Negramaro)
Parlami d'amore è un singolo del gruppo musicale italiano Negramaro, pubblicato il 25 maggio 2007 come primo estratto dal quarto album in studio La finestra.

## Descrizione
La canzone è vincitrice del Festivalbar 2007 ed è divenuto uno dei tormentoni estivi di quell'anno. È rimasta per diverse settimane ai vertici della classifica radiofonica.

## Video musicale
Il video musicale del brano è stato girato a Genova.

## Tracce
CD promozionale
1. Parlami d'amore – 3:21

CD
1. Parlami d'amore – 3:21
2. Parlami d'amore (Andro.i.d. Version) – 2:58

## Formazione
Gruppo
- Giuliano Sangiorgi – voce, chitarra, arrangiamento
- Emanuele Spredicato – chitarra, arrangiamento
- Ermanno Calà – basso, arrangiamento
- Andrea Mariano – sintetizzatore, arrangiamento
- Danilo Tasco – batteria, arrangiamento
- Andrea "Pupillo" De Rocco – campionatore, arrangiamento

Altri musicisti
- Solis String Quartet – strumenti ad arco

Produzione
- Corrado Rustici – produzione, arrangiamento
- David Frazer – registrazione, missaggio
- Mike Bodier – assistenza tecnica
- George Marino – mastering

## Classifiche

### Classifiche settimanali
| Classifica (2007) | Posizione massima |
| ----------------- | ----------------- |
| Italia            | 2                 |

### Classifiche di fine anno
| Classifica (2007) | Posizione massima |
| ----------------- | ----------------- |
| Italia            | 15                |